# Дашинка
Да́шинка — село в Україні, у Хорошівській селищній територіальній громаді Житомирського району Житомирської області. Населення становить 389 осіб (2001).

## Географія
Загальна площа села — 1,6 км². Розташоване в північній частині Житомирського району, в межах природно-географічного краю Полісся і за 6 км від центру громади — міста Хорошів. Найближча залізнична станція — Нова Борова, за 24 км. На південний схід від села протікає річка Іршиця.

## Історія
Заснована в другій половині XVII століття. На той час маєток Горошки і разом землі навколо Дашинки належали польським шляхтичам з роду Немиричів. 1793 року — власником Горошок був житомирський ґродський суддя Анджей Дубравський (онук Франциски Немиричівни, праонук Теодора Немирича), що брав участь у розправі над гайдамаками у Кодні, підтримав польське національне повстання під проводом Тадеуша Костюшка проти Росії. Після другого поділу Речі Посполитої 1795 року маєток Анджея Дубравського конфіскувала російська влада.
1796 року — конфіскований маєток Анджея Дубравського імператриця Катерина II подарувала полководцю Михайлові Кутузову. У 30-х рр. ХІХ ст. село входило до складу Горошківського маєтку спадкоємців М. І. Кутузова та належало поміщиці Дарії Опочиніній, уродженою Кутузовою. Після розподілу маєтку, як окремий фільварок з прилеглими до нього селами Теренцями, Терінецькою Руднею і хутором Мінники, село перейшло у власність відставного полковника Федора Неумана. У 1855 р. село продане поміщику Ізидору Стройновському. Після його смерті у 1861 р. Дашинський фільварок став власністю спадкоємців Стройновського: Антона та Якова Стройновських, Анни Шолле, Марії Замеховської, Юлії Пржигодської.
Після реформи 1861 року Дашинська громада отримала землі з розрахунку приблизно 2,4 десятин на ревізьку душу. Частина селян йшла працювати на землі поміщиків, частина брала в оренду землі або викупала землі, користуючись кредитами Поземельного банку. У 1899 р. у Дашинці налічувалося 446 жителів і 76 дворів.
У 1906 році в селі мешкало 463 особи, налічувалось 86 дворових господарств. Перед першою світовою війною у 1911 р. у Дашинці налічувалося 497 жителів і 111 дворів.
В 1917 році село входить до складу Української Народної Республіки. У листопаді 1921 року, під час Листопадового рейду, теренами району пролягав шлях Волинської (командувач — Юрій Тютюнник) та Подільської групи (командувачі: Михайло Палій-Сидорянський та Сергій Чорний) Армії Української Народної Республіки. Внаслідок поразки Перших визвольних змагань село надовго окуповане більшовиками.
За радянських часів до 1923 р. село перебувало у складі Горошківської волості. Село стало центром сільської ради з 1923 р. У 1926 р. у Дашинці налічувалося 706 жителів і 147 дворів.
У 1932—1933 роках село постраждало від Голодомору. За свідченнями очевидців кількість померлих склала щонайменше 20 осіб.
У 1941 р. у Дашинці налічувалося 731 житель і 191 двір.
Упродовж німецько-радянської війни участь у бойових діях брали 211 місцевих жителів, з них 121 особа загинула, 90 — нагороджено орденами і медалями.
На початку 1970-х років у селі діяли центральна садиба колгоспу імені Жданова, восьмирічна школа, клуб, бібліотека із книжковим фондом 6759 примірників і фельдшерсько-акушерський пункт.
Станом на 1 липня 2012 р. в селі проживали  — 336 людей.[джерело?]
До 3 серпня 2016 року — адміністративний центр Дашинської сільської ради Хорошівського району Житомирської області.

## Населення
Згідно з переписом УРСР 1989 року чисельність наявного населення села становила 517 осіб, з яких 255 чоловіків та 262 жінки.
За переписом населення України 2001 року в селі мешкало 387 осіб.

### Мова
Розподіл населення за рідною мовою за даними перепису 2001 року:
| Мова       | Відсоток |
| ---------- | -------- |
| українська | 99,74 %  |
| білоруська | 0,26 %   |

## Відомі люди
- Пап Олександр Германович (1910—1979) — акушер-гінеколог, доктор медичних наук.